# GBU-44/B Viper Strike
GBU-44/B Viper Strike – amerykańska, lekka, kierowana bomba szybująca, z racji swoich niewielkich rozmiarów przeznaczona głównie jako uzbrojenie bezzałogowych statków powietrznych.

## Historia
W 2003 roku rozpoczęto prace mające na celu integrację uzbrojenia z taktycznym aparatem bezzałogowym RQ-5 Hunter. Maszyna wykorzystywana była przez US Army. Z racji swoich rozmiarów, mniejszych niż samoloty z rodziny Predator, RQ-5 nie był zdolny do użycia rakiet AGM-114 Hellfire, z powodzeniem używanych przez RQ-1 Predator. Z tych też powodów, do wykorzystania w charakterze precyzyjnej amunicji zaadaptowano przeciwpancerną subamunicję szybującą Northrop Grumman Brilliant Anti-Tank (BAT). Subamunicja została pierwotnie opracowana dla pocisków rakietowych MGM-164 ATacMS – Block II, które jednak nie znalazły się w służbie czynnej oraz AGM-137 TSSAM, których program budowy również został anulowany. Tym niemniej, niewielka masa bomb, rzędu 19 kg i długość około 1 m, zadecydowały o rozpoczęciu prac integracyjnych z RQ-5. W pierwszej kolejności zmodernizowano system naprowadzania. Pierwotnie podpocisk wyposażony był w czujniki akustyczne, umieszczone na rozkładanych w trakcie lotu czterech skrzydłach. Służyły one do wstępnej lokalizacji celu. W fazie bezpośredniego porażenia celu, podpocisk kierował się wskazaniami głowicy pracującej w podczerwieni. W zmodernizowanej wersji, system naprowadzania oparto na półaktywnym laserowym układzie, zapewniającym większą precyzję ataku, zwłaszcza w środowisku miejskim,  minimalizując przy tym ryzyko przypadkowych strat. Bomba charakteryzowała się zasięgiem rzędu 500 - 1000 metrów. Przeprowadzone badania poligonowe zakończyły się rezultatem 70% trafień bezpośrednich, w pozostałych przypadkach, pomimo brak uderzenia bezpośrednio w cel, znalazł się on jednak w zasięgu rażenia głowicy. Bombę poddano dalszym modyfikacjom, kolejny raz modernizując układ naprowadzania, tym razem układ laserowy, wykorzystywany w końcowej fazie ataku, sprzęgając z układem GPS. Dzięki temu ponownie uległ zwiększeniu zasięg oraz pułap, z jakiego można było zrzucić bombę. Obecnie producent zaleca przedział wysokości rzędu 2440 - 3965 metrów. Układ GPS pozwolił również na programowanie trajektorii lotu bomby poprzez ustalenie, przed użyciem, punktów zwrotnych. Próby poligonowe przeprowadzone w 2007 roku z użyciem MQ-5 wykazały skuteczność przyjętych rozwiązań. Kolejną modyfikacją systemu naprowadzania bomby było wdrożenie kombinowanego systemu naprowadzania składającego się z półaktywnego laserowego systemu naprowadzania oraz układu GPS/INS (Global Positioning System/Inertial Navigation System). Dzięki temu stało się możliwe użycie bomby w każdych warunkach atmosferycznych. Bomba charakteryzuje się niewielką masą głowicy bojowej, 1,04 kg, niewielką strefą rażenia rzędu 16 m i błędem trafienia szacowanym na 1 m. Dzięki temu, ryzyko porażenia przypadkowych ofiar jest, w połączeniu z dużą precyzją ataku, bardzo małe. Wraz z wycofaniem bezzałogowych RQ-5, nosicielami bomby mogą być samoloty załogowe KC-130J Harvest Hawk i AC-130W Stinger II.